# 島碩弥
島 碩弥（しま ひろみ、1935年8月29日 - 2004年7月5日）は元ラジオ山陰（現：山陰放送）・ラジオ関東（現：アール・エフ・ラジオ日本）のアナウンサー。

## 来歴・人物
鳥取県出身。幼い頃は、雑誌「野球少年」に誌上放送を連載していた志村正順のファンであった。高校卒業後、大学を3か月で中退、ラジオ山陰（現在の山陰放送）に入社。アナウンサーの採用はこの頃も大学卒が一般的であったが、当時のラジオ山陰社長の織田収と島の叔父が知己の間柄だったこともあり、18歳でのアナウンサー採用となった。
1958年12月、ラジオ関東開局のため移籍。ラジオ関東移籍後は、数多くのDJ番組の企画制作出演をこなす。
1960年6月15日、全学連主流派の学生を中心とする安保条約反対のデモ隊が国会に突入、警官隊と衝突する安保騒動が発生し、ラジオ関東のみが報道機関で唯一、実況生中継を敢行した。
島はこの衝突の最中、機動隊員に警棒で殴られ、その模様を「只今実況放送中でありますが、警官隊が私の顔を殴りました」、「暴力です。憎しみがあるのみ……　これが今の日本の現状です｣と、血塗れになりながらリポートし続けた。混乱の中で樺美智子が撲殺された現場から、数十メートルの至近距離であった。
その後はプロ野球やラグビー中継でも活躍し、定年後も嘱託として実況現場で活躍した。同局における島の巨人戦実況の比重は重いものであった。
また番組以外では、文才を買われて週刊ベースボールや東京スポーツなどにコラムを連載していたこともあり、球界の裏話を纏めたエッセイ集を出版したこともある。
2004年7月5日、脳幹部出血のために神奈川県横浜市神奈川区の病院にて死去。68歳没。

## 著書
- プロ野球とっておきの話（光文社）

## 脚註
1. ↑  『DJ名鑑 1987』三才ブックス、1987年2月15日、227頁。
2. ↑  島碩弥『プロ野球とっておきの話』光文社、1984年9月10日、246-247頁。
3. ↑  島碩弥氏死去 元ラジオ日本アナウンサー 共同通信 47News 2004年7月6日閲覧